# Guabirá
Guabirá es una localidad de Bolivia, ubicada en el municipio de Montero de la provincia Obispo Santistevan en el departamento de Santa Cruz. Es conocida como el centro agrícola y cañero de Bolivia, a unos 50 kilómetros de la ciudad de Santa Cruz de la Sierra.
En fecha 15 de junio de 1962 se llevó a cabo la fundación de Villa Fátima a iniciativa de un grupo de personas deseosas de tener un techo propio donde vivir cercana a su fuente de trabajo: el IAG-SA, mayor productor de azúcar y alcohol del país, quienes en forma inmediata pidieron los terrenos adyacentes al Ingenio, a los señores propietarios Tito y Roberto Paz, dueños de Todos Santos Paz, y al ser aceptada les fue cedida la extensión del ancho de una manzana, más el ancho de una calle al lado de la propiedad; dicho terreno empieza en el trapiche de palo hasta la poza del toro en colindancia con el frigorífico.

## Geografía
Está a dos kilómetros de distancia al norte de Montero, pertenece a la ciudad de Montero, capital de la provincia Obispo Santistevan, se encuentra a 285 metros sobre el nivel del mar y está ubicada dentro de las coordenadas geográficas de 63° 15' Oeste de Greenwich y 17° 20' de latitud Sur.
Villa Fátima cuenta con una población de 1691 personas, es una población joven ya que el 58% se encuentra entre los cero a 19 años lo que equivale a 304 personas. Sin embargo, las personas de 50 y más años son 133 personas equivalente a un 7.9 %.
En la actualidad es referente de todo Montero ya que al ser el Primer Distrito las autoridades municipales toman muy en cuenta sus opiniones.

## Industria
En esta localidad se encuentra la fábrica más grande de producción de azúcar y alcohol de Bolivia, Ingenio azucarero Guabirá, fundada en julio de 1953 y proyectado en 1952 por la Corporación Boliviana de Fomento. Hoy en día es un referente internacional, ya que incluso es exportadora de sus productos a la Unión Europea y a la Comunidad Andina.

## Deportes
Además de contar con el equipo revelación de Montero y campeón por varios años consecutivos, los PUNTA BRAVA Fútbol Club, Guabirá es la localidad que más jugadores presta al Club Guabirá de la ciudad de Montero. Dicho club incluso llegó a salir campeón de la Copa Simón Bolívar en 1975 y subcampeón de la Liga de Fútbol Profesional Boliviano en 1995.

### Participación internacional
- 1976 en Copa Libertadores

Como Campeón Nacional del Fútbol Boliviano.
- 1996 en Copa Libertadores

Como Subcampeón Nacional del Fútbol Boliviano. 
- 2018 en Copa Sudamericana